# Josip Bukal
Josip Bukal (Okešinec, 15. studenog 1945. – Sarajevo, 30. kolovoza 2016.) bio je bosanskohercegovački nogometaš i trener, bivši jugoslavenski reprezentativac.

## Karijera
Iako rođen i odrastao u Okešincu kod Ivanić-Grada nogomet je počeo trenirati u sarajevskom Željezničaru čiju je omladinsku školu prošao. Za prvu momčad debitirao je u sezoni 1963./64., a za Željezničar je igrao do 1973. godine. U 290 službenih utakmica za Željezničar postigao je 128 pogodaka što ga čini drugim najboljim strijelcem u klupskoj povijesti. Nakon deset godina igranja za Željezničar odlazi u belgijski Standard iz Liègea. Nakon tri godine u Belgiji vraća se u Željezničar gdje 1978. okončava igračku karijeru.
Za reprezentaciju Jugoslavije je odigrao 24 utakmica i postigao 10 pogodaka. Debi za reprezentaciju imao je 12. listopada 1966. u Tel Avivu na prijateljskoj utakmici s izraelskom reprezentacijom. Na istoj utakmici bio je dvostruki strijelac.
Nakon okončanja igračke karijere bavio se trenerskim poslom. Bio je trener u omladinskoj školi Željezničara, a u sezoni 1988./89. nakratko je bio i trener prve momčadi. Bio je trener i Sloge iz Kraljeva.